# Pseudonemesia parva
Pseudonemesia parva is een spinnensoort uit de familie Microstigmatidae. De soort komt voor in Venezuela.